# Chen Jitang
Chen Jitang (陳濟棠, 23 janvier 1890-3 novembre 1954) est un général du Kuomintang d'ethnie Hakka.

## Biographie
Né au Guangxi, Chen rejoint l'alliance révolutionnaire chinoise en 1908 et sert dans l'armée du Guangdong en 1920, devenant commandant de bataillon puis de brigade. Il est nommé commandant de la 11e division de la 4e armée en 1925, puis commande la garnison de Qinzhou en 1926, et reste ainsi dans le Sud durant l'expédition du Nord. En 1928, il est nommé commandant de l'armée de la 4e route.
En plus de ses fonctions militaires, Chen contrôle également la province du Guangdong comme un gouverneur. De 1929 à 1936, il contribue grandement au développement, à la croissance, et à la modernisation de la province. Il fait paver les rues des villes et construit de grands centres commerciaux, de nombreuses usines, et le premier pont moderne de la rivière des Perles. Il supervise l'établissement du système d'éducation public avec des écoles modernes et de prestigieuses universités (dont l'université Sun Yat-Sen). La population locale se réfère à cette période comme l'« âge d'or du Guangdong » et Chen Jitang est surnommé le « roi céleste du Sud ».
Devenu président du gouvernement du Guangdong en 1931, il se retourne contre Tchang Kaï-chek après l'arrestation et la libération de Hu Hanmin et s'allie avec la Nouvelle clique du Guangxi. Une autre guerre civile est alors sur le point de commencer mais les Japonais provoquent l'incident de Mukden et commencent l'invasion de la Mandchourie. La nécessité d'une unité entre Chinois est alors pressante. De 1931 à 1936; Chen est commandant en chef du 1er groupe d'armées.
Durant la cinquième campagne de Tchang Kaï-chek contre la République soviétique chinoise du Jiangxi, Tchang nomme Chen Jitang commandant en chef du front du Sud, à la tête de 300 000 hommes soit 30 % du million de soldats nationalistes mobilisés contre la base communiste. La mission de Chen est de bloquer la frontière Sud de la base et d'empêcher les communistes de s'échapper. Cependant, pensant que la véritable intention de Tchang est de s'emparer de son territoire, comme il l'avait fait avec les seigneurs de guerre du Fujian, Chen s'implique sans enthousiasme dans la campagne. Bien qu'il dispose de 300 000 hommes sur le papier, il n'a en réalité que 180 000 hommes et leur déploiement n'est toujours pas terminé lorsque l'armée rouge passe par son territoire. De plus, Chen s'arrange secrètement avec les communistes qui veulent passer aussi vite que possible, tandis que la force de Chen occupe la région pour éliminer toutes excuses de Tchang d'envoyer sa force sur le territoire de Chen. Le marché avec les communistes est un succès et ni eux ni Chen n'ont de pertes.
En mai 1936, le plus important soutien politique de Chen, Hu Hanmin, meurt. Tchang pense profiter de l'affaiblissement de Chen pour mettre fin à l'autonomie du Guangdong. Chen réagit immédiatement en s'arrangeant avec la clique du nouveau Guangxi pour renverser Tchang sous prétexte de son échec à résister aux Japonais. Après des mois de manœuvres politiques, de corruption, de défections, et de négociations, l'« incident de Liangguang » est résolu pacifiquement avec la démission de Chen en juillet et sa fuite à Hong Kong. Le Guangxi abandonne l'affaire en septembre. Cela est considéré comme un aperçu de l'incident de Xi'an de décembre lors duquel Tchang est enlevé.
Durant la Seconde Guerre mondiale, Chen est membre du gouvernement national, de la commission suprême de défense nationale, de la commission stratégique, et également ministre de l'Agriculture et des forêts. Il est nommé gouverneur de l'île de Hainan (qui fera plus tard partie du Guangdong) après la guerre. Il fuit à Taïwan en avril 1950 lorsque le Hainan est libéré par l'armée populaire de libération et devient conseiller stratégique du président. Il meurt le 3 novembre 1954 à Taïwan.
Chen avait trois femmes et 18 enfants. L'un de ses fils est Shu-Park Chan (en), professeur d'électrotechnique à l'université de Santa Clara et fondateur et premier président de l'université internationale de technologie (en), toutes deux situées dans la Silicon Valley en Californie,.